# Релинген (Шлезвиг-Холштајн)
Релинген (њем. Rellingen) општина је у њемачкој савезној држави Шлезвиг-Холштајн. Једно је од 49 општинских средишта округа Пинеберг. Према процјени из 2010. у општини је живјело 13.694 становника. Посједује регионалну шифру (AGS) 1056043, NUTS (DEF09) и LOCODE (DE REL) код.

## Географски и демографски подаци
Релинген се налази у савезној држави Шлезвиг-Холштајн у округу Пинеберг. Општина се налази на надморској висини од 5 – 15 метара. Површина општине износи 13,2 km². У самом мјесту је, према процјени из 2010. године, живјело 13.694 становника. Просјечна густина становништва износи 1.039 становника/km².